# الاتفاقية البريطانية العراقية 1922
الإتفاقية البريطانية العراقية 1922 هي إتفاقية عقدت بين المملكة المتحدة ومملكة العراق في تشرين الأول أكتوبر 1922 في القاهرة. تم توقيعها من قبل بيرسي كوكس كممثل لبريطانيا وعبد الرحمن الكيلاني النقيب كممثل للعراق، وأتفق على إعتراف بريطانيا بمملكة العراق والإعتراف بالملك فيصل الأول كملك على العراق مقابل بقاء العراق تحت سلطة الإنتداب البريطاني وإدارة بريطانيا للشؤون الخارجية والعسكرية. تلا هذه الإتفاقية المعاهدة الأنجلو عراقية (1930) وألتي اتفق على إنهاء الإنتداب البريطاني للعراق.